# Росс, Аттикус
А́ттикус Мэ́ттью Ку́пер Росс, (англ. Atticus Matthew Cowper Ross; род. 16 января 1968, Лэдброк-Гроув, Лондон) — британский музыкант, композитор, музыкальный продюсер и звукорежиссёр. Совместно с Трентом Резнором Росс выиграл две премии «Оскар» за лучшую музыку к фильмам «Социальная сеть» в 2011 году и «Душа» в 2021 году. В 2013 году они были удостоены премии «Грэмми» за лучший саундтрек для визуальных медиа к фильму «Девушка с татуировкой дракона». В 2016 году Росс стал официальным участником индастриал-рок группы Трента Резнора Nine Inch Nails.

## Работы

### Саундтреки
- 2025 — «Ущелье» (совместно с Трентом Резнором)
- 2024 — «Франшиза[англ.]» (совместно с Трентом Резнором)
- 2024 — «Квир» (совместно с Трентом Резнором)
- 2024 — «Сёгун» (совместно с Лео Россом и Ником Чуба)
- 2024 — «Претенденты» (совместно с Трентом Резнором)
- 2023 — «Убийца» (совместно с Трентом Резнором)
- 2023 — «Черепашки-ниндзя: Погром мутантов» (совместно с Трентом Резнором)
- 2022 — «Империя света» (совместно с Трентом Резнором)
- 2022 — «Целиком и полностью» (совместно с Трентом Резнором)
- 2021 — «Доктор Смерть» (совместно с Лео Россом и Ником Чуба)
- 2020 — «Манк» (совместно с Трентом Резнором)
- 2020 — «Душа» (совместно с Трентом Резнором)[5], Премия Оскар 2021, см. Soul (саундтрек)[англ.]
- 2019 — «Хранители» (совместно с Трентом Резнором)
- 2019 — «Волны» (совместно с Трентом Резнором)
- 2019 — «Птичий короб» (совместно с Трентом Резнором)
- 2018 — «Середина 90-х» (совместно с Трентом Резнором)
- 2016 — «Три девятки», совместно с Лео Россом, Бобби Крликом и Клаудией Сарн
- 2015 — «Кибер», совместно с Гарри Грегсон-Уильямсом
- 2014 — «Любовь и милосердие»
- 2014 — «Исчезнувшая» (совместно с Трентом Резнором) (Gone Girl (саундтрек)[англ.])
- 2013 — «Город порока»
- 2011 — «Девушка с татуировкой дракона» (совместно с Трентом Резнором) (Премия Грэмми (2013), номинация BAFTA (2012), номинация «Выбор критиков») подробнее см. The Girl with the Dragon Tattoo (саундтрек)[англ.]
- 2010 — «Социальная сеть» (совместно с Трентом Резнором) (Премия Оскар 2011)
- 2010 — «Книга Илая»

### Прочее
- 2021 — Продюсирование группы Halsey совместно с Трентом Резнором[6]
- 2010 — альбом How to Destroy Angels
- Сотрудничество с Nine Inch Nails при создании альбомов With Teeth, Year Zero, Ghosts I–IV, The Slip и Hesitation Marks (программирование, продюсирование, написание песен)
- Ремикс сингла Grace Jones «Corporate Cannibal» с её альбома Hurricane
- Программирование и написание песен для группы 12 Rounds
- Продюсирование группы Jane's Addiction совместно с Трентом Резнором и Аланом Молдером
- Продюсирование дебютного альбома Loverman Human Nurture совместно с Joe Barresi для Young и Lost Club Records
- Ремикс песни Telepathe «Michael» с альбома Dance Mother
- Участие в группе Error
- Работа над альбомами групп Bad Religion, Rancid, From First to Last, а также рэпера Зака Де ла Рочи
- Участие в группе Tapeworm
- Участие в записи альбома Pink Try This
- Совместная работа с Saul Williams’s над альбомом The Inevitable Rise and Liberation of NiggyTardust!
- Продюсирование альбома группы Coheed and Cambria Year of The Black Rainbow (совместно с Joe Barresi)
- Создание музыки к телесериалу Touching Evil режиссёра Hughes Brothers. Совместно с женой Клаудией Сарн и братом Леопольдом Россом.
- Совместное написание и продюсирование альбома See You on the Other Side (альбом Korn) группы Korn
- Продюсирование сингла Перри Фаррелла «Go All the Way (Into the Twilight)» для саундтрека к фильму «Сумерки»
- Barry Adamson releases «The Negro Inside Me» and «Oedipus Schmoedipus», and produced As Above So Below, with Flood
- Альбом Bomb the Bass Clear — программирование